# Cuatro Torres Business Area

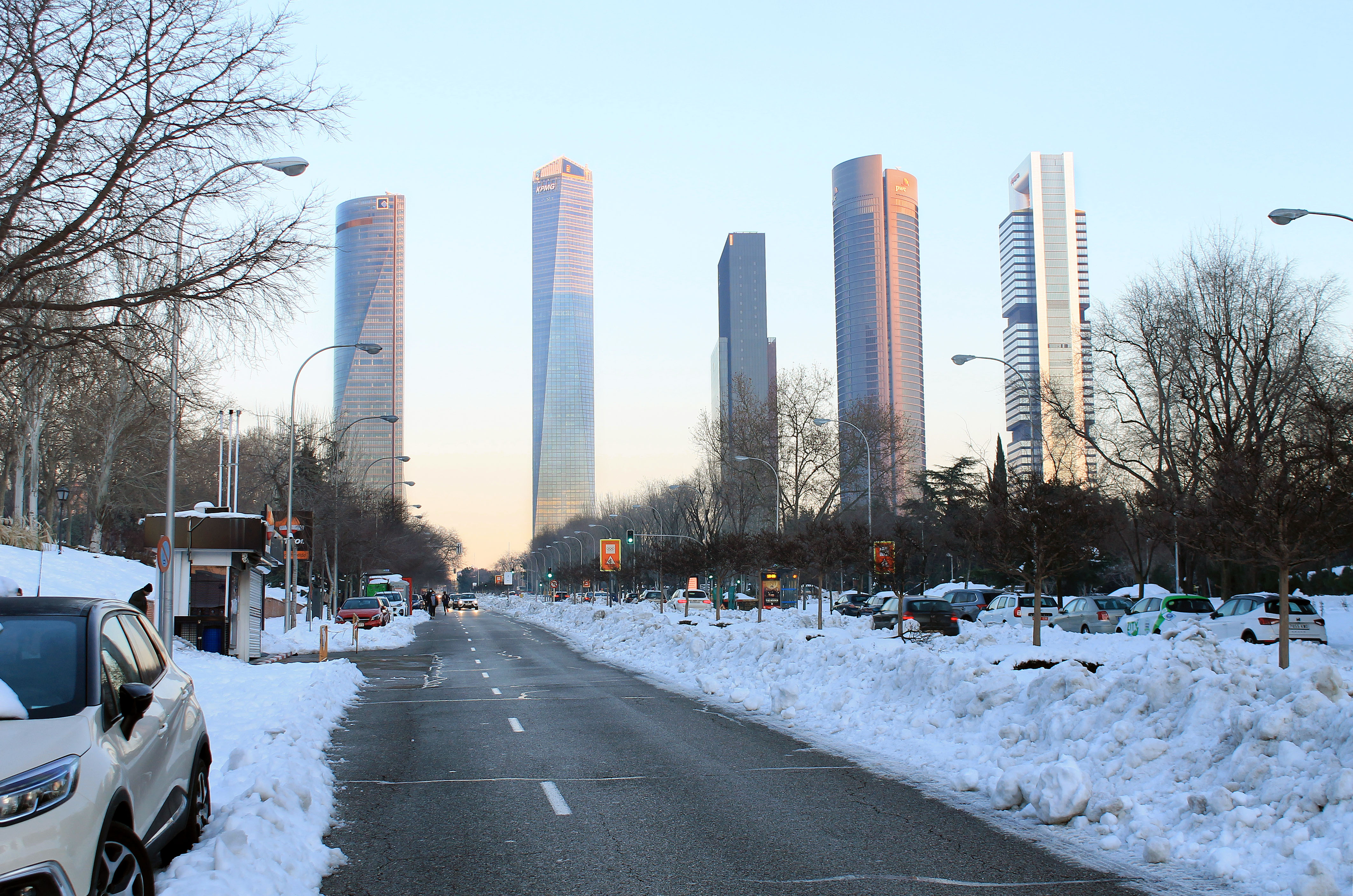
Cuatro Torres Business Area mit dem fünften Wolkenkratzer Caleido in der Mitte, Januar 2021

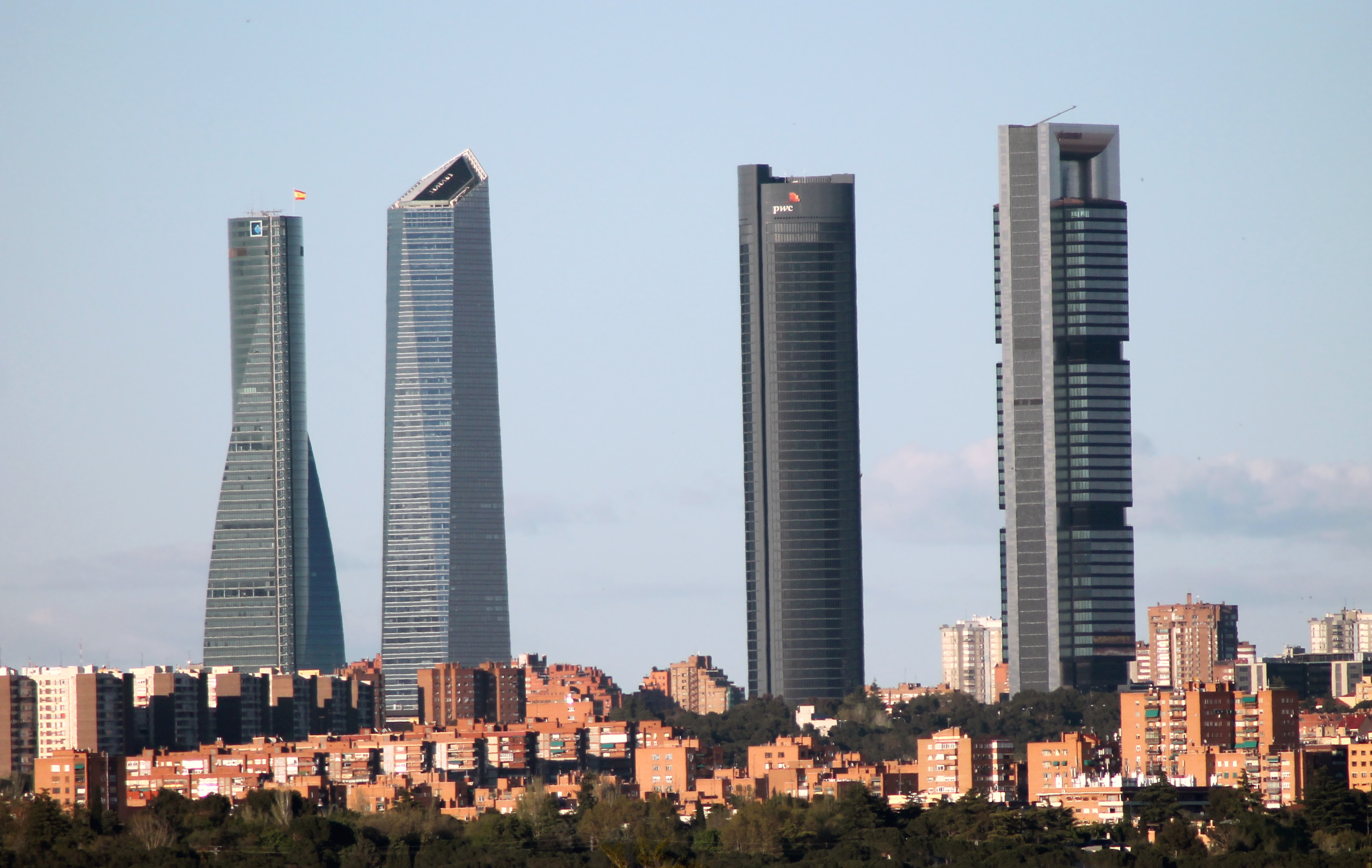
Die Cuatro Torres Business Area im April 2016

Die Cuatro Torres Business Area (dt. etwa Vier-Türme-Geschäftsviertel; ursprünglich Madrid Arena) ist ein Komplex von Wolkenkratzern in der spanischen Hauptstadt Madrid.
Der Komplex besteht derzeit aus insgesamt fünf Türmen. Die ersten vier, mit den Namen Torre Cepsa, Torre de Cristal, Torre PwC und Torre Espacio, wurden zwischen 2007 und 2009 fertiggestellt, der fünfte Wolkenkratzer Caleido wurde im Oktober 2021 eröffnet. In den Hochhäusern befinden sich unter anderem Büros, Wohnungen, ein Hotel, ein Krankenhaus sowie Hochschuleinrichtungen und Geschäfte.
Die Cuatro Torres Business Area entstand auf der Ciudad Deportiva, dem ehemaligen Trainingsgelände von Real Madrid, das der Verein im Jahre 2001 verkaufte. Der ursprüngliche Name des Projekts, Madrid Arena, wurde in der Planungs- und Bauphase im Rahmen einer Überarbeitung des Corporate Image zum heutigen Cuatro Torres Business Area geändert. Der Volksmund nannte sie Figo, Zidane, Ronaldo und Beckham.